# Буль, Клементий Иосифович
Клементий (Клеменс) Иосифович Буль (16 [28] февраля 1888, дер. Китково, Люцинский уезд, Витебская губерния, Российская империя — 7 апреля 1953, Москва, РСФСР, СССР) — российский профессиональный борец, тренер по борьбе в спортивном обществе «Динамо». Заслуженный мастер спорта СССР (1945). Отличник физической культуры (1948). Латгалец.
Его наставником был знаменитый силач России, первый чемпион мира по гиревому спорту — Сергей Елисеев.

## Биография
Родился 16 (28) февраля 1888 года в деревне Китково бывшей Михайловской (Мердзенской) волости Люцинского (Лудзенского) уезда Российской империи (ныне Карсавский край в Латвии) в бедной рабочей семье Иосифа и Валерии Буль. В дальнейшем семья переехала в Красноярск, где отец Клементия поступил работать мастером в железнодорожные мастерские. Клементий также стал рабочим красноярских железнодорожных мастерских.
В 15 лет Буль решил оставить родительский дом, чтобы вместе со старшим братом отправиться «искать счастья». Они проделали путь длиной около четырёх тысяч вёрст до берегов Енисея. В Красноярске, с помощью дальнего родственника, давно жившего в Сибири, Клементий стал рабочим ремонтной команды на станции Иланская Сибирской железной дороги.
В Красноярске в местном цирке Клементий впервые увидел выступления атлетов, и он тоже решил бороться на поясах, поднимал тяжести и быстро выдвинулся на первое место в рабочем кружке любителей атлетики. В это время его наставником становится выдающийся русский силач Сергей Елисеев.
С 1908 года — участник многих чемпионатов борьбы. В 1911 году, в возрасте 23 лет, в 16 схватках мирового первенства по французской борьбе в Санкт-Петербурге блестяще победил всех своих соперников и был увенчан лентой чемпиона мира.
В начале 1920-х годов держал антрепризу в Ростове-на-Дону.
В 1923 году Клементий Буль стал инструктором борьбы и физической культуры и спорта курсов Высшего комсостава РККА.
С 1930 по 1936 годы жил в Курске, принимал участие в спортивных состязаниях.
За свою борцовскую карьеру Буль побеждал в отдельных схватках таких известных соперников, как голландец ван Риль, Иван Шемякин, Иван Заикин, Иван Чуфистов и Иван Поддубный.
Так описан в отчёте финальный поединок матча по классической борьбе, который состоялся на арене курского цирка в октябре 1928 года:

«С самого начала борьбы Буль проявил инициативу, стараясь поймать Поддубного на какой-либо приём, но непоколебимая сила чемпиона отражала все попытки Буля. На 10-й минуте ему удалось перевести Поддубного в партер, откуда маститый чемпион тотчас же перешёл в стойку. Спустя несколько минут Поддубный бросает Буля на ковёр, где „стальной“ его соперник долго не задерживается и быстро встаёт на ноги. Первые 20 минут прошли при равных шансах. 30-я минута для Поддубного была довольно трудной — он попался сопернику на „задний пояс“. Ему пришлось спасаться в партере, но недолго — благодаря колоссальной силе и преимуществу в весе (Поддубный был тяжелее Буля на 28 килограммов) он быстро поднимается в стойку и ловит Буля на „кроватт“, которым и переводит в партер. Поднявшись, Буль пытается перебросить соперника, но это ему не удаётся. Схватка фактически результатов не дала. Булю как более лёгкому по весу и проявившему инициативу судейская коллегия присудила заслуженную победу.»

Спортивную карьеру закончил в 1938 году. С 1939 года жил в Москве, был старшим тренером по борьбе в спортивном обществе «Динамо». В числе его учеников — чемпион Европы Константин Коберидзе, серебряный призёр Олимпийских игр Шалва Чихладзе.
Умер 7 апреля 1953 года, похоронен в Москве на Введенском кладбище (уч. 8).
Награждён многими наградами Российской империи, в том числе орденом Святого Станислава.